# Francisco Bru
Francisco Bru Sanz (Madrid, 1885. április 12. – Málaga, 1962. június 10.) spanyol labdarúgó és edző.
A spanyol válogatott történetének első szövetségi kapitánya, melyet ezüstéremig vezetett az 1920. évi nyári olimpiai játékokon.
Az 1930-as világbajnokságon Peru válogatottját irányította.

## Sikerei, díjai

### Játékosként
FC Barcelona
- Katalán bajnok (4): 1908–09, 1909–10, 1910–11, 1915–16
- Spanyol kupagyőztes (1): 1910

Espanyol
- Katalán bajnok (2): 1911–12, 1914–15

### Edzőként
Real Madrid
- Spanyol kupagyőztes (2): 1934, 1936

Spanyolország
- Olimpiai ezüstérmes (1): 1920